# Daphnis
Daphnis é um gênero de mariposa pertencente à família Sphingidae.

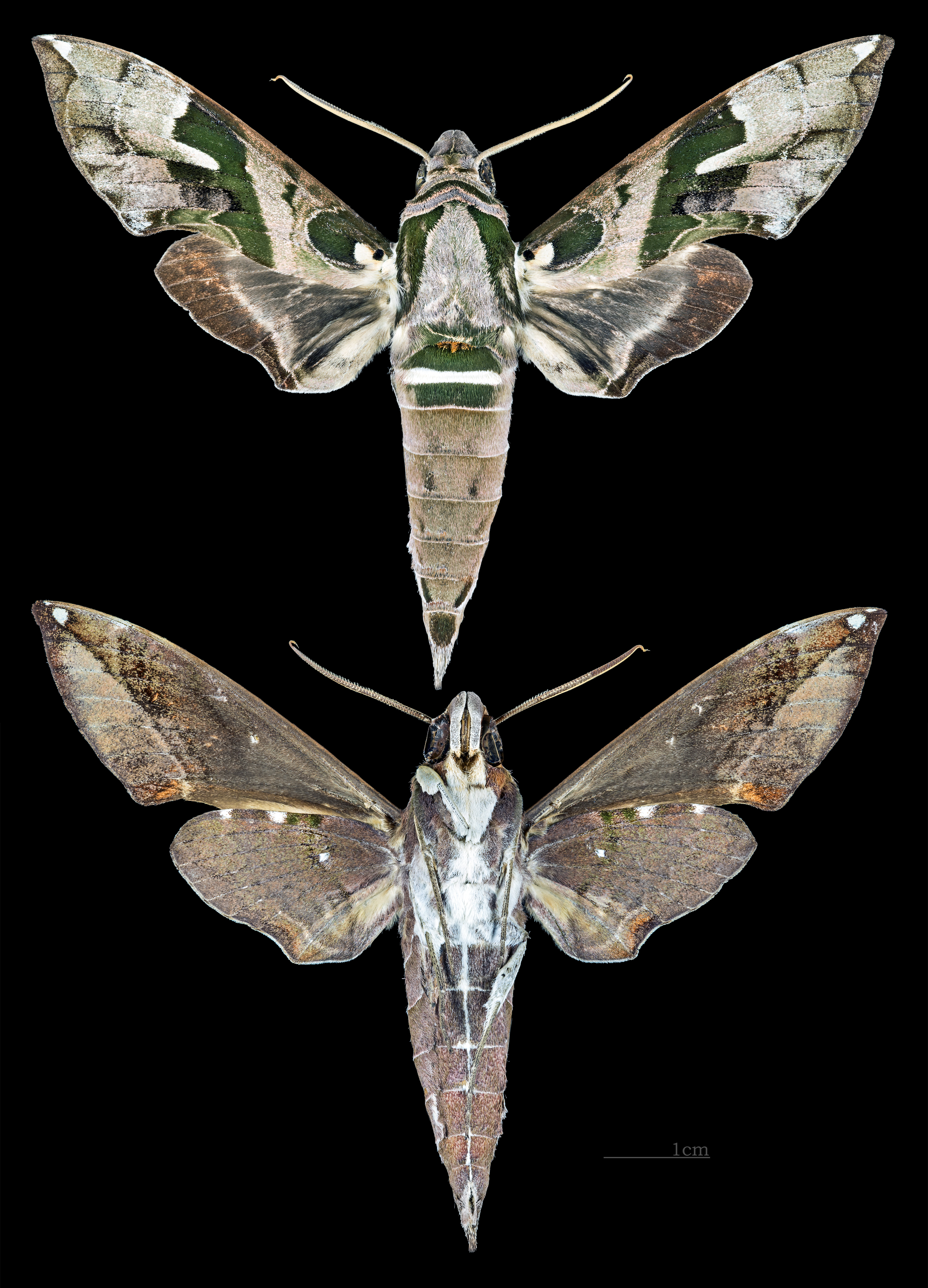
Daphnis dohertyi
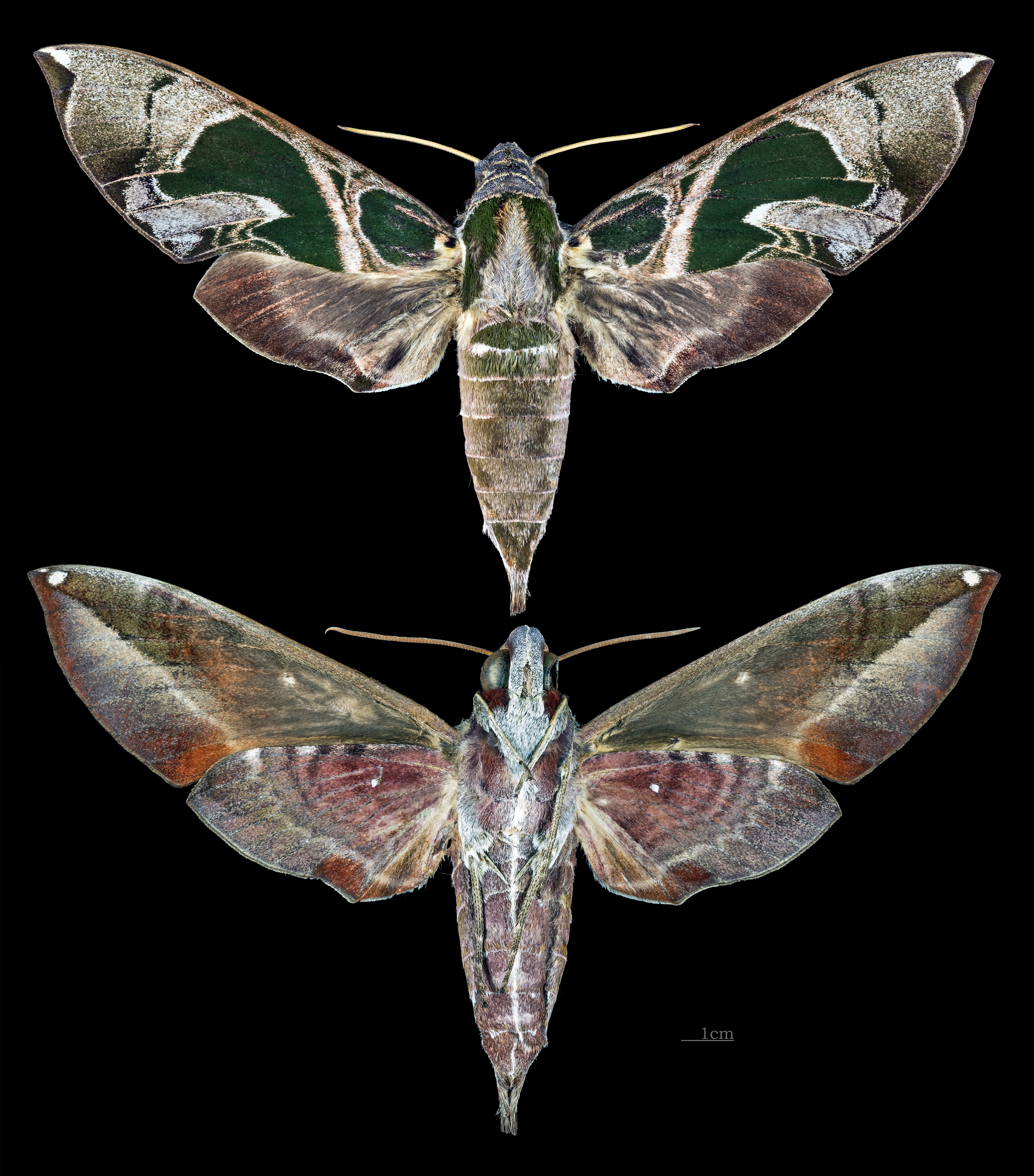
Daphnis hayesi
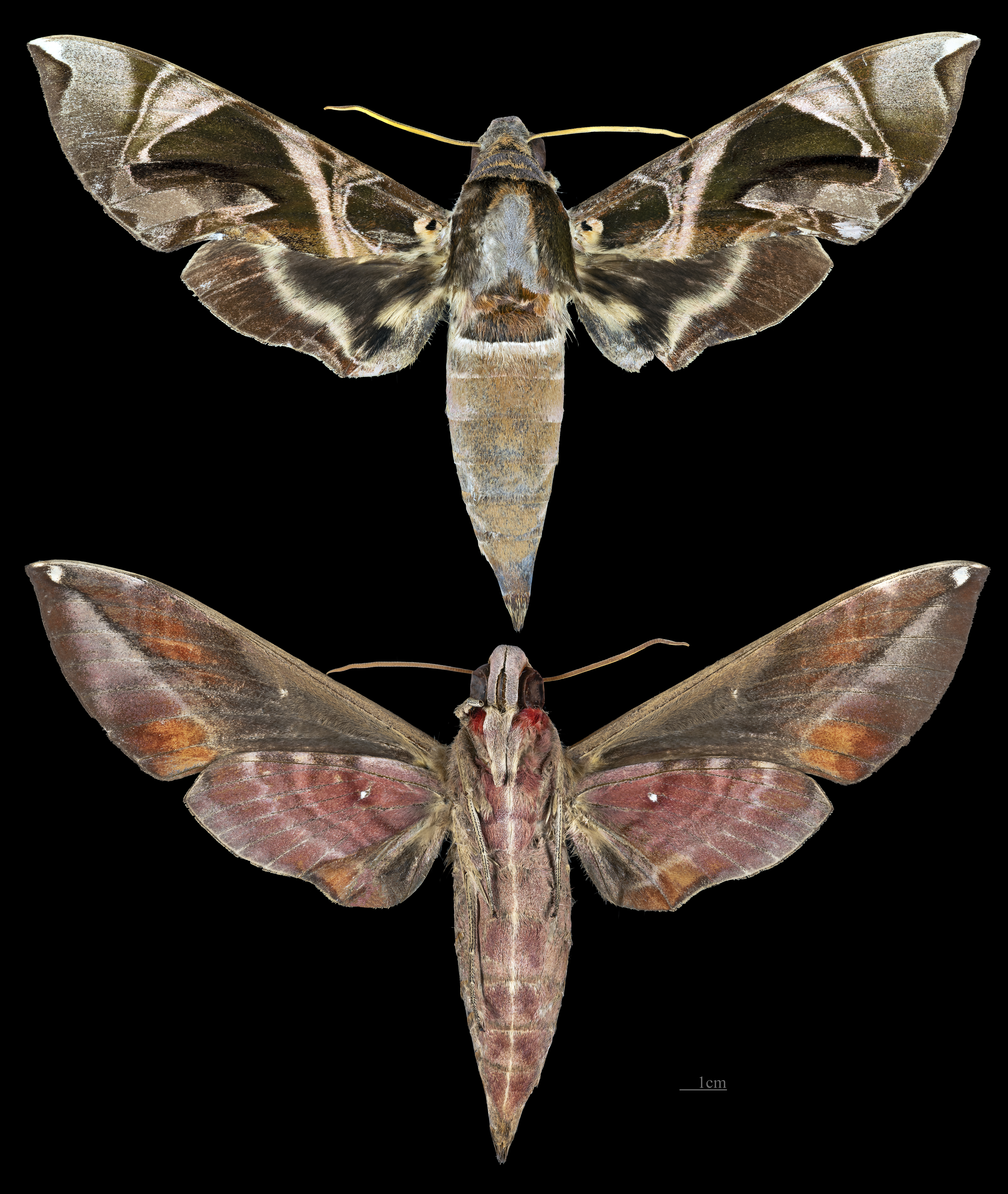
Daphnis hypothous
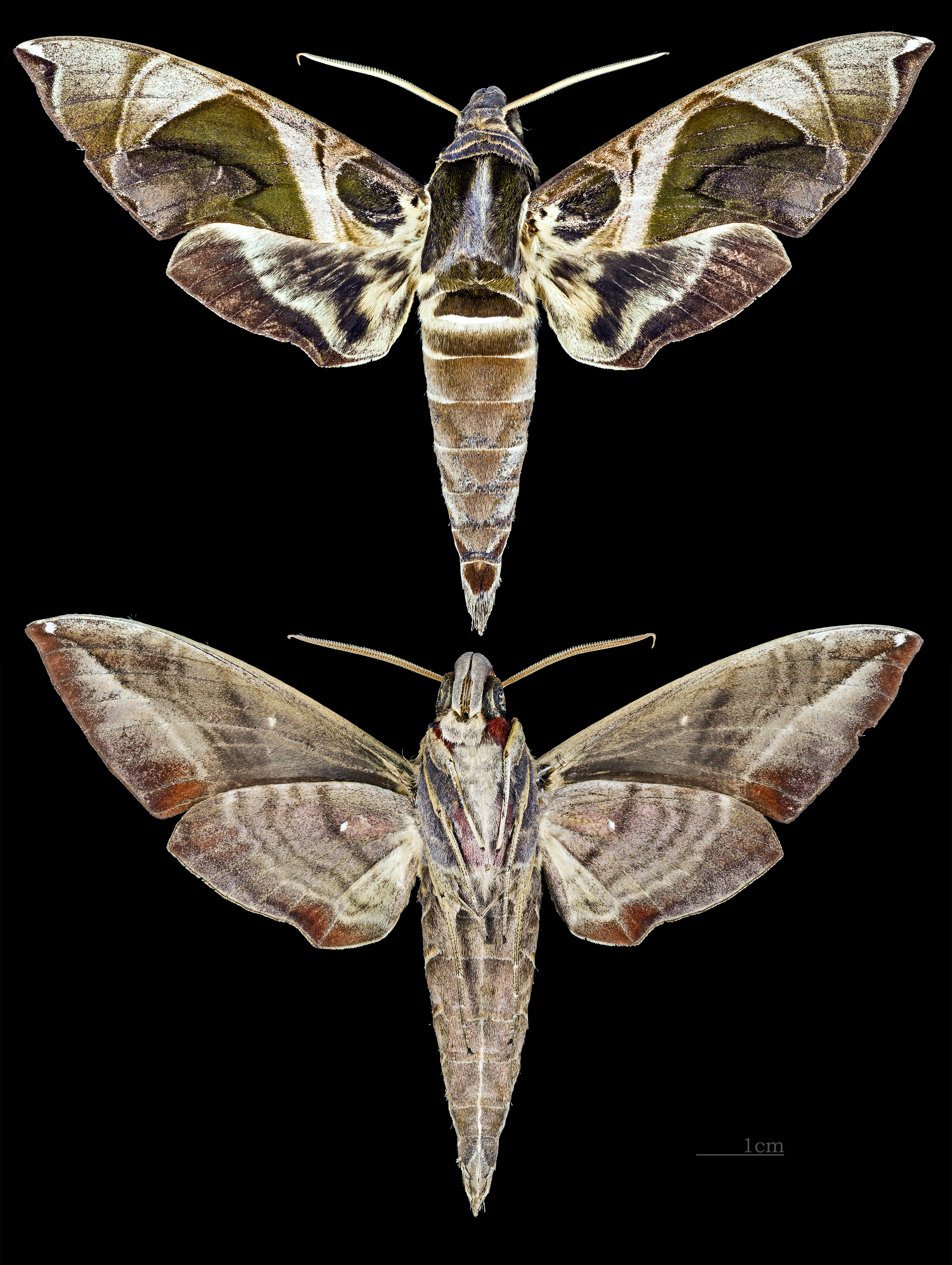
Daphnis moorei
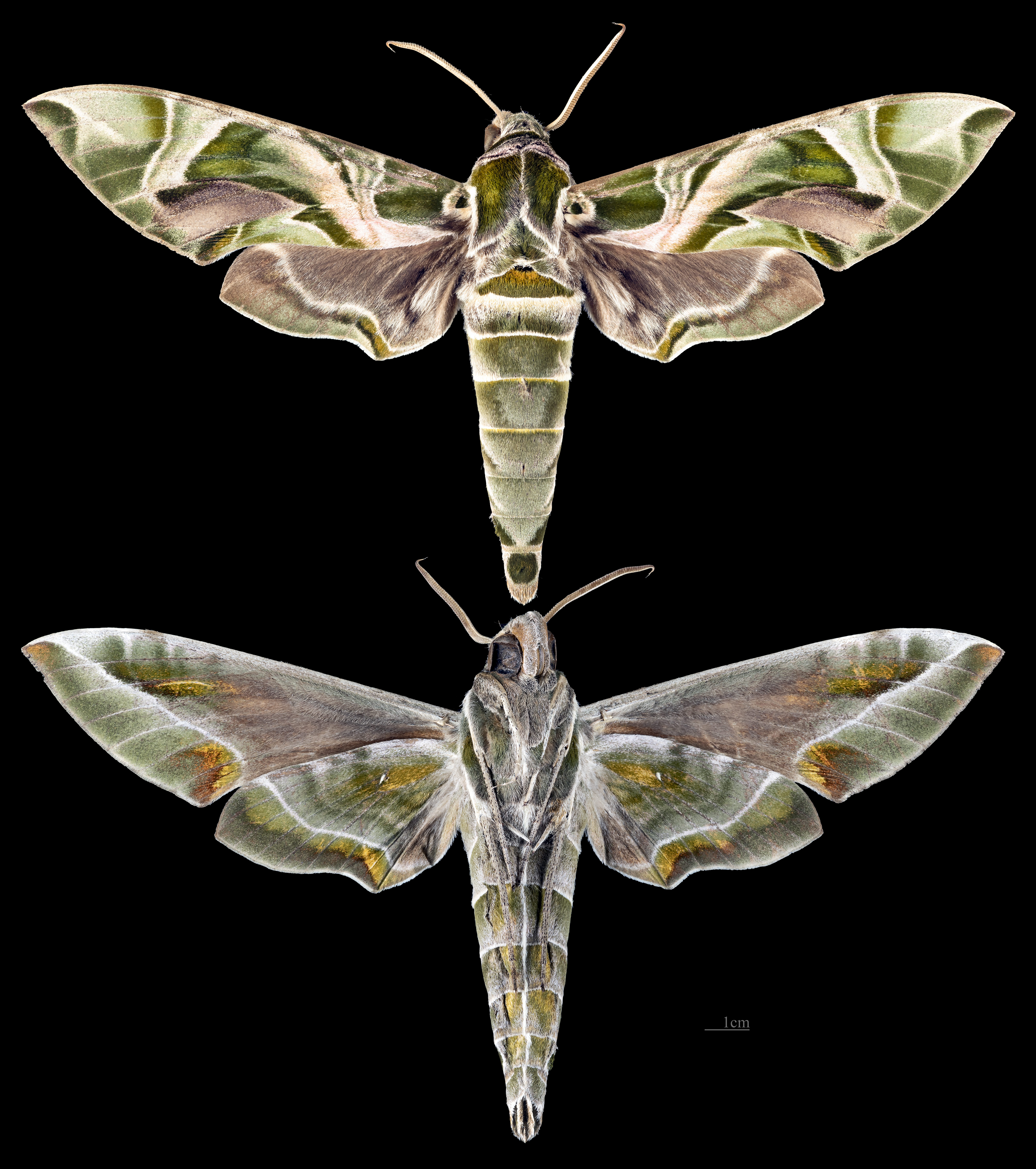
Daphnis nerii
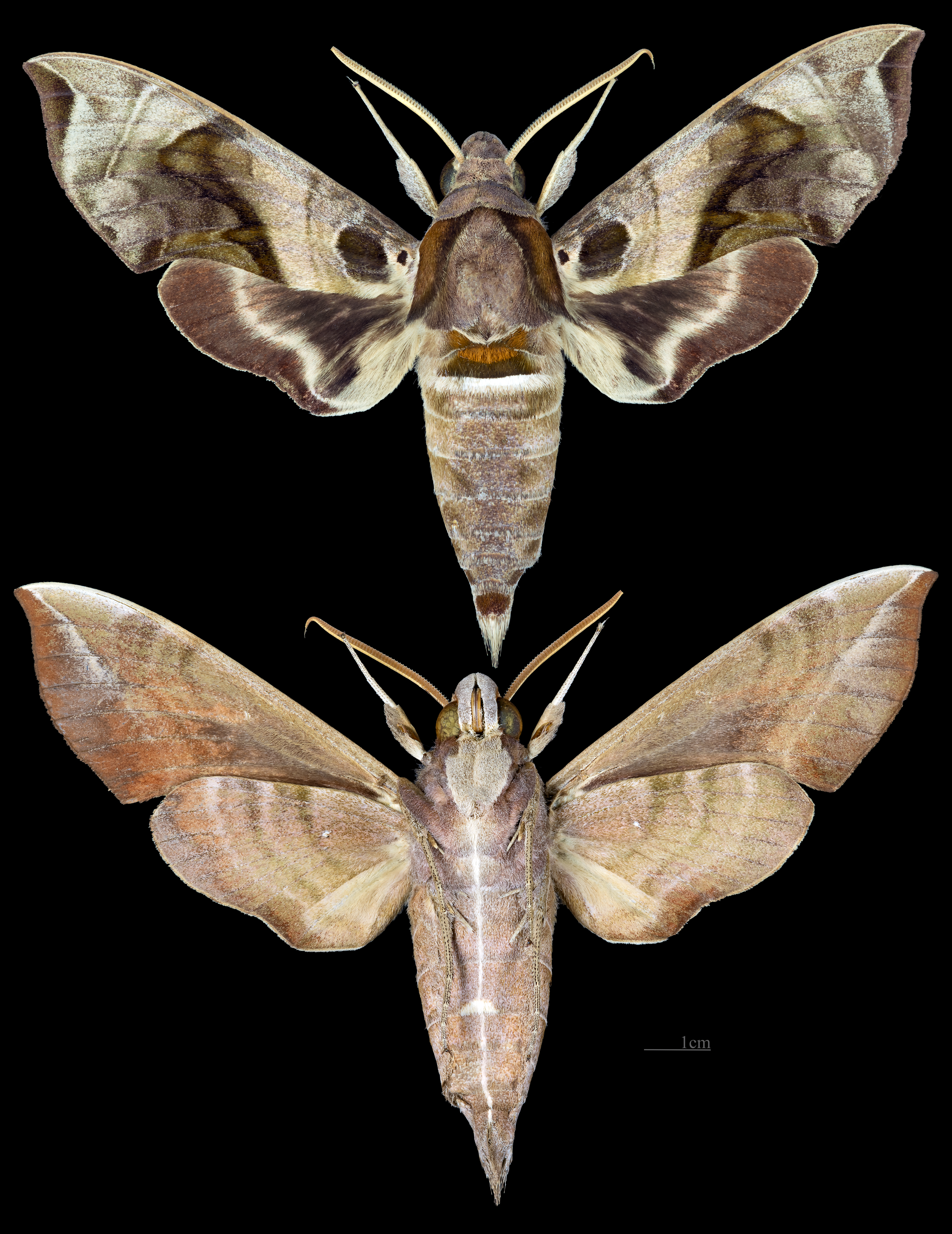
Daphnis placida
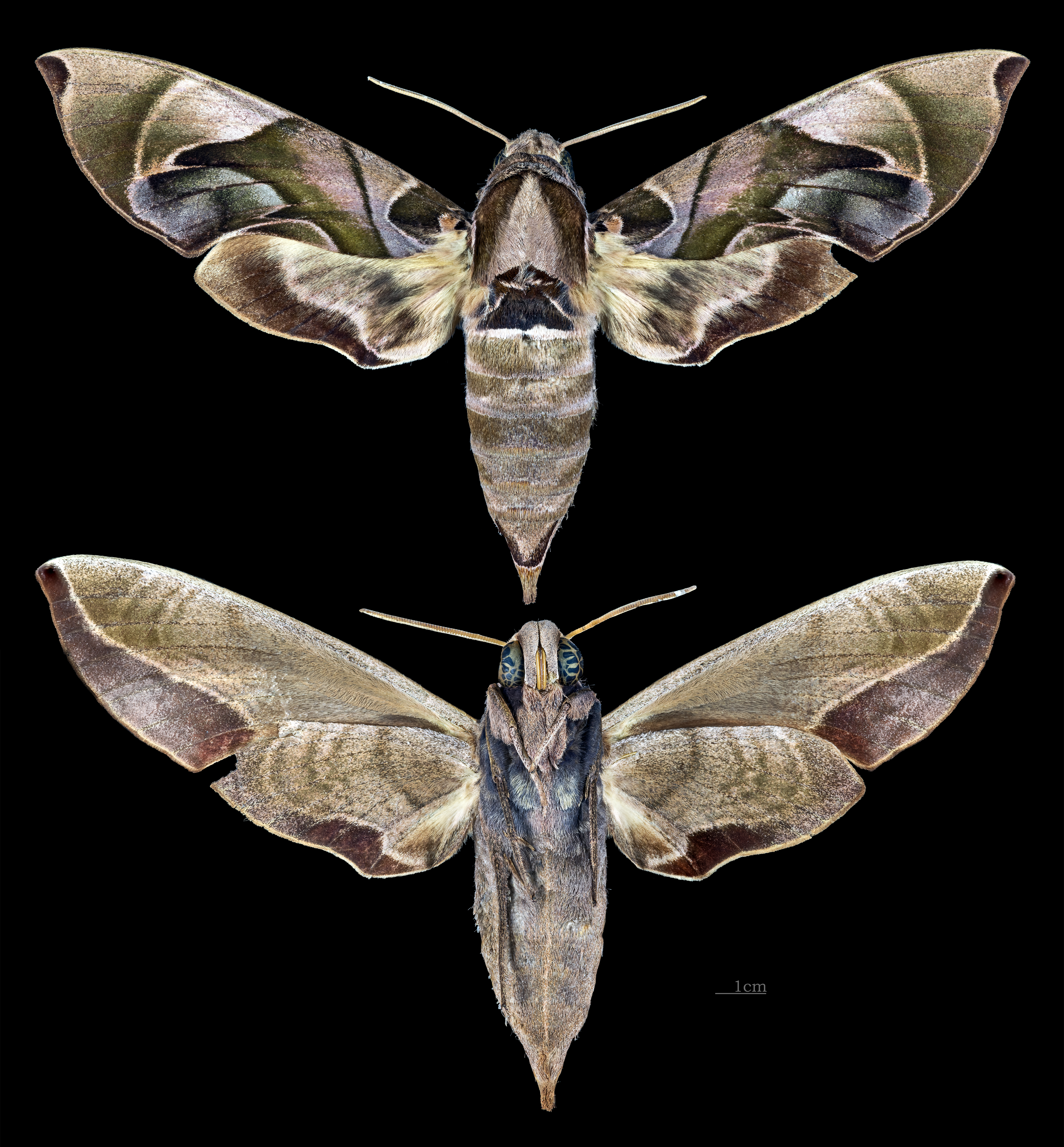
Daphnis protrudens
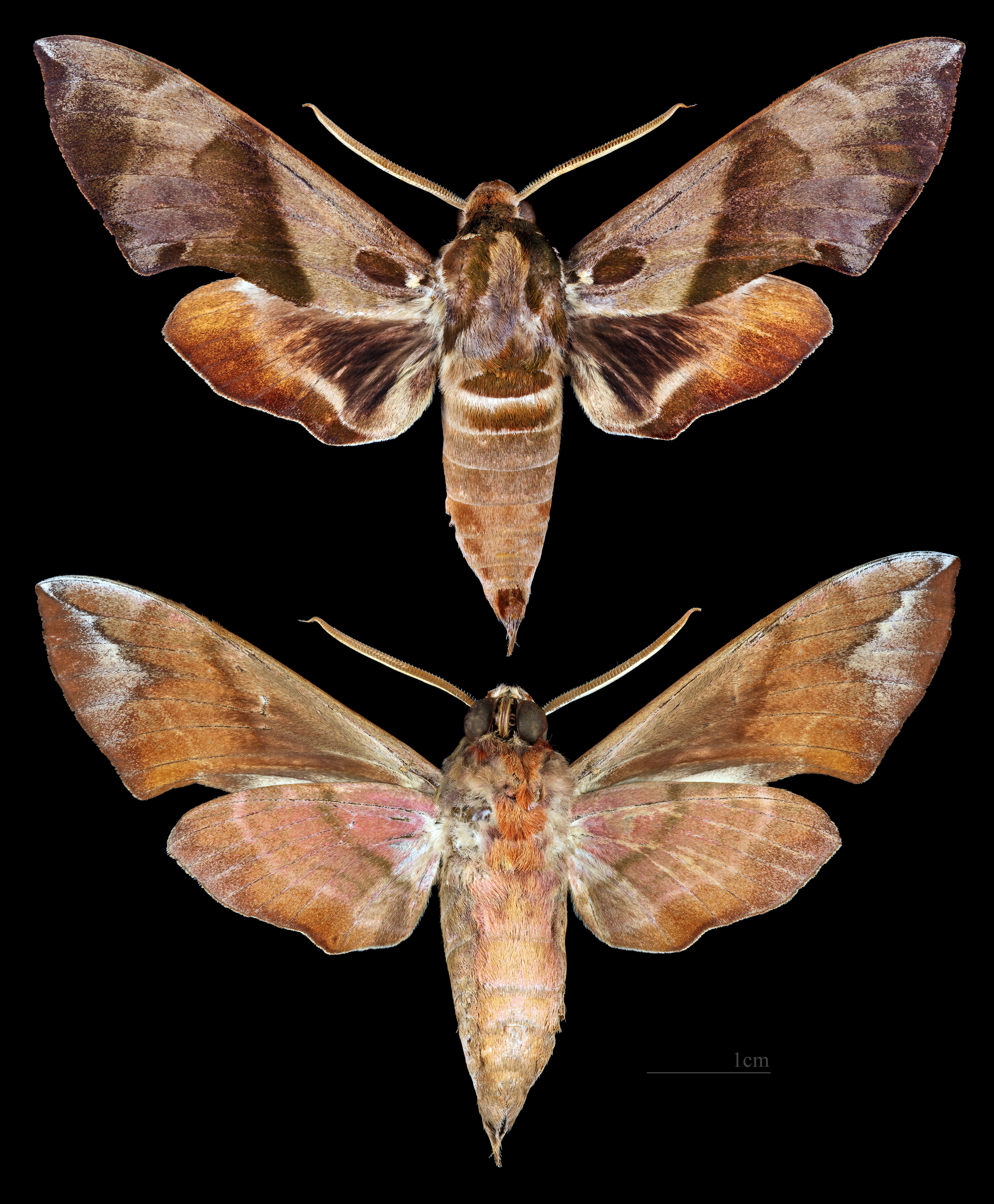
Daphnis torenia